# Jewtichij Jerin
Jewtichij Jerin (ros. Евтихий Филиппович Ерин, lit. Jevtichijas Jerinas; ur. 1878, zm. 1953) – litewski ziemianin, działacz społeczny, polityczny i religijny mniejszości rosyjskiej na Litwie, poseł na Sejm Republiki Litewskiej. 

## Biogram
W 1906 uczestniczył w Zjeździe Staroobrzędowców Kraju Północno-Zachodniego. Rok później wybrano go wiceprzewodniczącym Rady Staroobrzędowców w Kownie. Od 1922 do 1930 wchodził w skład Centralnej Rady Staroobrzędowców Litwy, był również jej wiceprzewodniczącym (1927–1930). 
W 1923 dostał się do litewskiego sejmu jako jedyny przedstawiciel mniejszości rosyjskiej – mandat sprawował do 1926. Zasiadał w łączonym Rosyjsko-Niemieckim Klubie Poselskim. W parlamencie bronił praw mieszkających na Litwie Rosjan do oświaty w języku ojczystym. Przez kilka lat stał na czele Demokratycznego Związku Obywateli Litwy Narodowości Rosyjskiej, po czym wycofał się z aktywnej polityki. 
Od marca 1942 do listopada 1943 był wiceprzewodniczącym Tymczasowej Centralnej Rady Staroobrzędowców w Okręgu Generalnym Litwa. Rok później (1944) wybrano go w skład kierowanej przez Borysa Pimonowa Wyższej Rady Staroobrzędowców na Litwie. W czasie II wojny światowej przebywał w wiosce Gereiši koło Kowna. 
Po włączeniu Litwy w skład ZSRR został członkiem Wyższej Rady Staroobrzędowców Litewskiej SRR. 